# شارلين ماثياس
شارلين ماثياس (بالفرنسية: Charline Mathias) هي منافسة ألعاب القوى لوكسمبورغية، ولدت في 23 مايو 1992.

## وصلات خارجية
- شارلين ماثياس على موقع الاتحاد الدولي لألعاب القوى (الإنجليزية)
- شارلين ماثياس على موقع اللجنة الأولمبية الدولية (الإنجليزية)
- شارلين ماثياس على موقع أوليمبيديا (الإنجليزية)